# Wagner Machado da Silva
Wagner Machado da Silva (San Paolo, 1º febbraio 1961) è un ex cestista brasiliano.

## Carriera
Con il Brasile ha disputato i Campionati americani del 1980 e i Giochi olimpici di Mosca 1980.